# Górki (Kielce)
Pour les articles homonymes, voir Górki.
Górki est une localité polonaise de la gmina de Pierzchnica, située dans le powiat de Kielce en voïvodie de Sainte-Croix.